# The Trooper
The Trooper är en låt och en singel av det brittiska heavy metalbandet Iron Maiden. Det är den andra singeln till albumet Piece of Mind. Låten är en av Iron Maidens mest kända och framgångsrika tillsammans med Run to the Hills då den här singeln nådde en tolfte plats på brittiska topplistan. Låten handlar om slaget om Balaklava under Krimkriget i Ryssland mellan britter och ryssar som utspelade sig mellan åren 1853 och 1856. Den berättar om kriget ur en soldats vinkel och den avslutas med att hans häst dör och att även han till slut stupar.
B-sidan på singeln är en cover av låten "Cross-Eyed Mary" som ursprungligen framfördes av Jethro Tull på albumet Aqualung från 1971. Både Steve Harris och Bruce Dickinson är stora fans av Jethro Tull. Covern blev mer populär än "The Trooper" i USA och spelades en del på radio där.
Singeln släpptes på nytt på CD och picture disc den 15 augusti 2005. På båda hade man först en liveversion av "The Trooper" från Dortmund, 2003 under Dance of Death World Tour. Efter det kom originalversionen av "The Trooper". Som avslutning hade man med "Prowler" och på picture discen Murders in the Rue Morgue som båda är inspelade i Egilshollin Arena i Reykjavik den 7 juni 2005 under The Early Days Tour.
Låten finns med i spelet Carmageddon II. En cover-version av låten finns med i spelet Guitar Hero II till Xbox 360.
Det amerikanska bandet Iced Earth avslutar vid livespelningar sin låt "Violate", som vanligtvis tonar mot slutet, med det kända riffet från "The Trooper". Detta är för att Iron Maiden är en av Iced Earths gitarrist Jon Schaffers stora influenser.

## Låtlista original
1. "The Trooper" (Harris)
2. "Cross-Eyed Mary" (Anderson)

## Låtlista nysläpp på CD 2005
1. "The Trooper" (Live) (Harris)
2. "The Trooper" (Harris)
3. "Prowler" (Live) (Harris)

## Låtlista nysläpp på picture disc
1. "The Trooper" (Live) (Harris)
2. "The Trooper" (Harris)
3. "Murders In The Rue Morgue" (Live) (Harris)

## Medlemmar
- Steve Harris - bas
- Nicko McBrain - trummor
- Bruce Dickinson - sång
- Adrian Smith - gitarr
- Dave Murray - gitarr